# Timbalada
Timbalada és un grup de música brasiler, originari del barri de Candeal, Salvador (capital de Bahia). Va ser fundat pel compositor i percussionista Carlinhos Brown, qui acostumava a estar present en els assajos del grup, tot i que mai va ser-ne membre oficial. L'estil musical varia entre la samba, el reggae i l'axé music, amb influències fortes de la música d'arrel africana.
El grup és principalment cèlebre per la seva participació en el Carnaval pels carrers de Salvador. Timbalada també ha destacat pel seu activisme social, treballant amb nens necessitats, proporcionant educació i cursos de percussió per a ajudar-los amb la seva integració social. Han actuat al Festival de Jazz de Montreux, al Festival d'Holanda, i al Festival Internacional de Jazz de Montreal, i també han realitzat visites a Europa i el Japó. El seu àlbum de 1996, Mineral, va guanyar un Premi Sharp.

## Innovació musical
Musicalment, Timbalada està apuntalat amb dues innovacions importants en la instrumentació de música afrobrasilera: el ressorgiment del timbal bahiano i el desenvolupament d'una bateria de tres surdos que poden ser tocats per un únic percussionista. El timbal estava gairebé extint abans que Timbalada comencés a utilitzar-lo, i des de llavors s'ha expandit en molts altres gèneres musicals afrobrasilers, incloent l'axé i la samba-reggae.

## Discografia
| - 1993 - Timbalada - 1994 - Cada Cabeça É Um Mundo - 1995 - Andei Road - 1995 - Dance - 1996 - Mineral | - 1997 - Mãe de Samba - 1998 - Vamos dar a volta no Guetho (Ao Vivo) - 1999 - Pense Minha Cor - 2001 - Timbalismo - 2002 - Motumbá Bless | - 2003 - Serviço de Animação Popular - 2006 - Alegria Original - 2008 - Timbalada Ao Vivo - 2017 - Timbalada Séc XXI |